# セオドール・N183
セオドール・N183 (Theodore N183) は、1983年のF1世界選手権用に使用されたセオドールのフォーミュラカー。設計者はナイジェル・ベネット。

## 概要
元々このマシンは、1982年の末にエンサインが前年型エンサイン・N181を、1983年シーズンからの「フラットボトム規定」に合わせて改修を行ったもので、マシン名も「エンサイン・N183」となる予定であったが、シーズン前に資金難に苦しむチーム同志であるセオドールと合併し、ハードウェア（マシン）をエンサインが、ソフトウェア（マネージメント）をセオドールがそれぞれ担当することとなり、マシン名も「エンサイン」から「セオドール」に変更された。
ベースとなったN181よりやや全長が短くなったものの、シャシの変更点は少なく、サスペンションなどもそのままの構成である。ラジエーターが収まるサイドポンツーンが変更され、その上面はエアインテーク側が極端に低く、後ろへ行くほど高くなる、くさび形となった。
合併後はドライバーにロベルト・ゲレーロとジョニー・チェコットを起用した2カー体制となり、ゲレーロは第5戦のモナコ以外で決勝に進出、チェコットは予選落ちが多かったものの第2戦のアメリカ西（ロングビーチ）で6位入賞を果たすなど、そこそこの成績を収める。その後は下位集団に埋もれ、予選落ちを喫するなど、低迷が続いた。合併後もチームの資金難は相変わらずで、第14戦のヨーロッパ（ブランズ・ハッチ）はゲレーロのみの1カーエントリー、最終第15戦の南アフリカ（キャラミ）ではついに欠場に追い込まれた。その年限りでF1から撤退となるが、チェコットが第2戦で入賞（1ポイント獲得）したこともあり、コンストラクターズ12位という記録を残した。
ちなみにチェコットが乗る34号車には、スポット契約ではあるが、個人スポンサーとしてサンヨーがついていた。

## F1における全成績
(key) （太字はポールポジション）
| 33 | ロベルト・ゲレーロ   | NC | Ret | Ret | Ret | DNPQ | Ret | NC  | Ret | 16  | Ret | Ret | 12  | 13 | 12 |  |
| 34 | ジョニー・チェコット | 13 | 6   | 11  | Ret | DNPQ | 10  | Ret | Ret | DNQ | 11  | DNQ | DNQ | 12 |    |  |

- コンストラクターズランキング12位
- ドライバーズランキング19位：ジョニー・チェコット（予選最高位17位2回 決勝最高位6位1回）
- ドライバーズランキング-位：ロベルト・ゲレーロ（予選最高位11位1回 決勝最高位12位2回）